# Barri del Palmerar
El barri del Palmerar és un barri de Vilanova i la Geltrú (Garraf) protegit com a bé cultural d'interès local.

## Descripció
És situat entre els antics nuclis de Vilanova de Cubelles i de la Geltrú, a la zona actualment limitada per la plaça Llarga i el carrer de la Unió. És format pels carrers d'en Freixas, Palmerar Baix, Palmerar del Mig i Palmerar Alt. Són carrers estrets formats per edificis d'habitatges entre mitgeres, en general de planta baixa i dos pisos, de construcció senzilla i sense característiques d'estil remarcables.

## Història
Es tenen notícies d'aquest barri ja al segle xiii. L'any 1260 ja apareix documentat sota jurisdicció del castell de la Geltrú. Tot i que es trobava emplaçat entre els antics recintes de Vilanova de Cubelles i de la Geltrú i que va ser origen de diversos plets amb relació a la seva possessió, al llarg dels anys apareix vinculat al castell de la Geltrú, com ho constaten diversos documents datats el 1373, 1634 i 1868.
La progressiva fusió dels dos nuclis va donar la integració del Palmerar com un barri més dins el conjunt.